# Dialeteísmo
Dialetismo é a noção de que algumas declarações podem ser ambas verdadeira e falsa simultaneamente. Mais precisamente, é a crença de que pode existir uma afirmação verdadeira cuja negação também é verdadeira. Tais afirmações são chamadas de “verdadeiras contradições”, ou dialetheia.
Dialetismo não é um sistema da lógica formal; em vez disso, ele é uma tese acerca da verdade, que influencia a construção de uma lógica formal frequentemente associada em sistemas preexistentes. A introdução do dialetheismo possui várias consequências, dependendo da teoria na qual é introduzida. Por exemplo, em sistemas da lógica tradicional (ex. lógica clássica e lógica intuicionista), qualquer afirmação torna-se verdade se ele possui uma contradição verdadeira; isto significa que tal sistema torna-se trivial quando o dialetheismo é incluído como um axioma. Outros sistemas lógicos não explodem dessa forma quando contradições são incluídas; tais sistemas tolerantes a contradições são conhecidos como lógica paraconsistente.
Graham Priest define dialetismo como sendo a visão de que existem verdadeiras contradições. JC Beall é outro defensor; a posição dele difere da de Priest em defender uma forma construtiva (metodológica) do deflacionismo ao invés do predicado de verdadeiro.

## Motivações

### Dialetheismo resolve certos paradoxos
O paradoxo do mentiroso e o paradoxo de Russell lidam com afirmações que contradizem a si mesmas na lógica clássica e na teoria ingênua dos conjuntos, respectivamente. Contradições são problemáticas nestas teorias porque elas fazem com que a teoria exploda – se uma contradição é verdadeira, então todas as proposições são verdadeiras. A forma clássica de resolver este problema é banir afirmações contraditórias, para revisar os axiomas da lógica de forma que estas afirmações auto-contraditórias não apareçam. Dialetheismo, por outro lado, responde a este problema por aceitar as contradições como verdadeiras. Dialetheismo permite isto para os irrestritos axiomas de compreensão na teoria dos conjuntos, alegando que qualquer contradição resultante é um teorema.

### Dialetheismo pode modelar com precisão o raciocínio humano
Situações ambíguas podem fazer com que humanos afirmem uma proposição e a sua negação ao mesmo tempo. Por exemplo, se Joãozinho está na porta de uma sala, é razoável afirmar que Joãozinho está dentro da sala e Joãozinho não está dentro da sala. Críticos argumentam que isto simplesmente reflete uma ambiguidade em nossa linguagem ao invés de uma  qualidade dos nossos pensamentos associados ao dialetheismo; se nós trocarmos a afirmação por uma que seja menos ambígua (assim como “Joãozinho está a caminho de uma sala” ou “Joãozinho está em uma porta”), a contradição desaparece.

### Dialetheismo aparente em outras doutrinas filosóficas
A doutrina filosófica ligada ao Jainismo da anekantavada – princípio da não unilateralidade- afirma que todas as afirmações são verdadeiras em algum sentido e falsas em outro. Alguns interpretam isto como dizendo que a dialetheia não só existe, mas é onipresente. Tecnicamente, entretanto, uma contradição lógica é uma proposição que é verdadeira em um sentido e falsa no mesmo sentido; a proposição que é verdadeira em um sentido e falsa em outro não constitui uma contradição lógica. (Por exemplo, embora em um sentido um homem não pode ser um “pai” e um “celibatário”, não há contradição para um homem ser um pai espiritual e também um celibatário; o sentido da palavra pai é diferente aqui.)
O sistema lógico budista chamado Catuskoti similarmente implica que uma afirmação e a sua negação podem possivelmente coexistir.
Graham Priest argumenta em “Além dos Limites da Razão”(Beyond the Limits of Thought) que a dialetheia surgiu nas fronteiras da expressabilidade, em contextos filosóficos diferentes da semântica formal.

## Consequências formais
Em alguns sistemas lógicos, podemos mostrar que tomando uma contradição p ʌ ¬p como uma premissa (isto é, tomando como uma premissa a verdade de ambos p e ¬p),  podemos provar qualquer afirmação q. De fato, desde que p seja verdadeiro, a afirmação p v q será sempre verdadeira (por generalização. Tomando p v q juntos com ¬p sendo um silogismo do qual nós podemos concluir q. (Isto é frequentemente chamado de princípio da explosão, desde que a verdade de uma contradição faz com que o número de teoremas em um sistema “exploda”).
Qualquer sistema em que qualquer fórmula é demonstrável é trivial e não informativa; isto é a motivação para resolver os paradoxos semânticos. Dialetheistas resolvem este problema por rejeitar o princípio da explosão, e, junto com ele, pelo menos um dos mais básicos princípios que conduzem a ele, ex. silogismo disjuntivo ou transitividade de vinculação, ou a introdução da disjunção.

## Vantagens
Os proponentes do dialetheísmo defendem principalmente a sua habilidade de evitar problemas enfrentados por outras resoluções mais ortodoxas como consequência dos apelos deles a hierarquias. Graham Priest uma vez escreveu “toda a questão da solução dialetheica aos paradoxos semânticos é livrar-se da distinção entre a linguagem-objeto e a metalinguagem".
Também existem soluções dialetheicas para o paradoxo sorites.

## Criticas
Uma importante crítica ao dialetheísmo é que ele falha em capiturar algo crucial sobre a negação e, consequentemente, a discordância. Imagine Joãozinho ser expresso lugar de  . A forma comum de Zefinha discordar com Joãozinho é expresso como sendo  . Contudo, se nós aceitarmos o dialetheísmo, a expressão de Zefinha não a previne de de também aceitar  ; afinal de contas, P pode ser uma dialetheia e por isso ele e sua negação são ambos verdadeiros. O absolutismo (tratar um estado como absoluto, oposto de relativo) do desacordo está perdido. O dialetheista pode responder dizendo que desacordos podem ser expressos em uma expressão “¬P e, além disso, P não é uma dialetheia”. De novo, embora, a própria teoria dialetheica é o seu próprio calcanhar de Aquiles: a codificação mais óbvia de “P não é uma dialetheia” é ¬(P & ¬P). Mas o que aconteceria se ele mesmo também fosse uma dialetheia? Uma resposta dialetheista é oferecer uma distinção entre uma aceitação e uma rejeição. Esta distinção pode ser dividida em termos da distinção tradicional entre qualidades lógicas, ou como uma distinção entre dois atos de um discurso ilocucionario: aceitação e rejeição. Outra crítica é que o Dialetheismo não pode descrever consequências lógicas por causa da sua inabilidade de descrever hierarquias.

## Trabalhos citados
- Frege, Gottlob. "Negation." Logical Investigations. Trans. P. Geach and R. H Stoothoff. New Haven, Conn.: Yale University Press, 1977. 31–53.
- Parsons, Terence. "Assertion, Denial, and the Liar Paradox." Journal of Philosophical Logic 13 (1984): 137–152.
- Parsons, Terence. "True Contradictions." Canadian Journal of Philosophy 20 (1990): 335–354.
- Priest, Graham. In Contradiction. Dordrecht: Martinus Nijhoff (1987). (Second Edition, Oxford: Oxford University Press, 2006.)
- Priest, Graham. "What Is So Bad About Contradictions?" Journal of Philosophy 95 (1998): 410–426.